# Marcus Marius (Prätor)
Marcus Marius entstammte der plebejischen gens Maria und war ein an der Wende vom 2. zum 1. Jahrhundert v. Chr. lebender Politiker der Römischen Republik.
Marcus Marius dürfte ein Bruder des einflussreichen römischen Staatsmanns und Feldherrn Gaius Marius und der Adoptivvater des Marcus Marius Gratidianus gewesen sein. Um 102 v. Chr. wurde er, wahrscheinlich von seinem mutmaßlichen, damals mehrmals hintereinander das Konsulat bekleidenden Bruder Gaius Marius unterstützt, Prätor und verwaltete in dieser Funktion eine der beiden auf der Iberischen Halbinsel gelegenen römischen Provinzen. Er erhielt von einigen Keltiberern Beistand für seinen Krieg gegen die Lusitaner, woraufhin er sich vom Senat die Erlaubnis einholte, diese mit ihm alliierten Keltiberer in einer für sie gegründeten Stadt nahe Colenda anzusiedeln.